# Хамбург интернашонал
Хамбург интернашонал (IATA: 4R, ICAO: HHI) је авиокомапнија са седиштем у Хамбургу, Немачка.

## Флота
| Тип            | Тотал | Седишта |
| -------------- | ----- | ------- |
| Ербас A319-100 | 8     | 150     |
| Боинг 737-700  | 1     |         |